# Pommiers (Gard)
Pour les articles homonymes, voir Pommiers.
Pommiers est une commune française située dans l'ouest du département du Gard, en région Occitanie.
Exposée à un climat méditerranéen, elle est drainée par la Glèpe, le ruisseau de Coularou et par deux autres cours d'eau. La commune possède un patrimoine naturel remarquable : deux sites Natura 2000 (le « causse de Blandas » et les « gorges de la Vis et cirque de Navacelles ») et quatre zones naturelles d'intérêt écologique, faunistique et floristique.
Pommiers est une commune rurale qui compte 57 habitants en 2022, après avoir connu un pic de population de 348 habitants en 1846. Elle fait partie de l'aire d'attraction du Vigan. Ses habitants sont appelés les Pommiérois et Pommiéroises.

## Géographie

### Héraldique
| Blason de Pommiers | Les armes de Pommiers se blasonnent ainsi : D'or au pommier de sinople fruité au naturel. |

### Climat
Pour des articles plus généraux, voir Climat de l'Occitanie et Climat du Gard.
En 2010, le climat de la commune est de type climat méditerranéen franc, selon une étude s'appuyant sur une série de données couvrant la période 1971-2000. En 2020, Météo-France publie une typologie des climats de la France métropolitaine dans laquelle la commune est exposée à un climat méditerranéen et est dans la région climatique Provence, Languedoc-Roussillon, caractérisée par une pluviométrie faible en été, un très bon ensoleillement (2 600 h/an), un été chaud (21,5 °C), un air très sec en été, sec en toutes saisons, des vents forts (fréquence de 40 à 50 % de vents > 5 m/s) et peu de brouillards.
Pour la période 1971-2000, la température annuelle moyenne est de 11,3 °C, avec une amplitude thermique annuelle de 16,3 °C. Le cumul annuel moyen de précipitations est de 1 390 mm, avec 8,9 jours de précipitations en janvier et 4,1 jours en juillet. Pour la période 1991-2020, la température moyenne annuelle observée sur la station météorologique la plus proche, située sur la commune de Montdardier à 3 km à vol d'oiseau, est de 12,9 °C et le cumul annuel moyen de précipitations est de 1 487,0 mm,. Pour l'avenir, les paramètres climatiques de la commune estimés pour 2050 selon différents scénarios d'émission de gaz à effet de serre sont consultables sur un site dédié publié par Météo-France en novembre 2022.

### Milieux naturels et biodiversité

#### Réseau Natura 2000

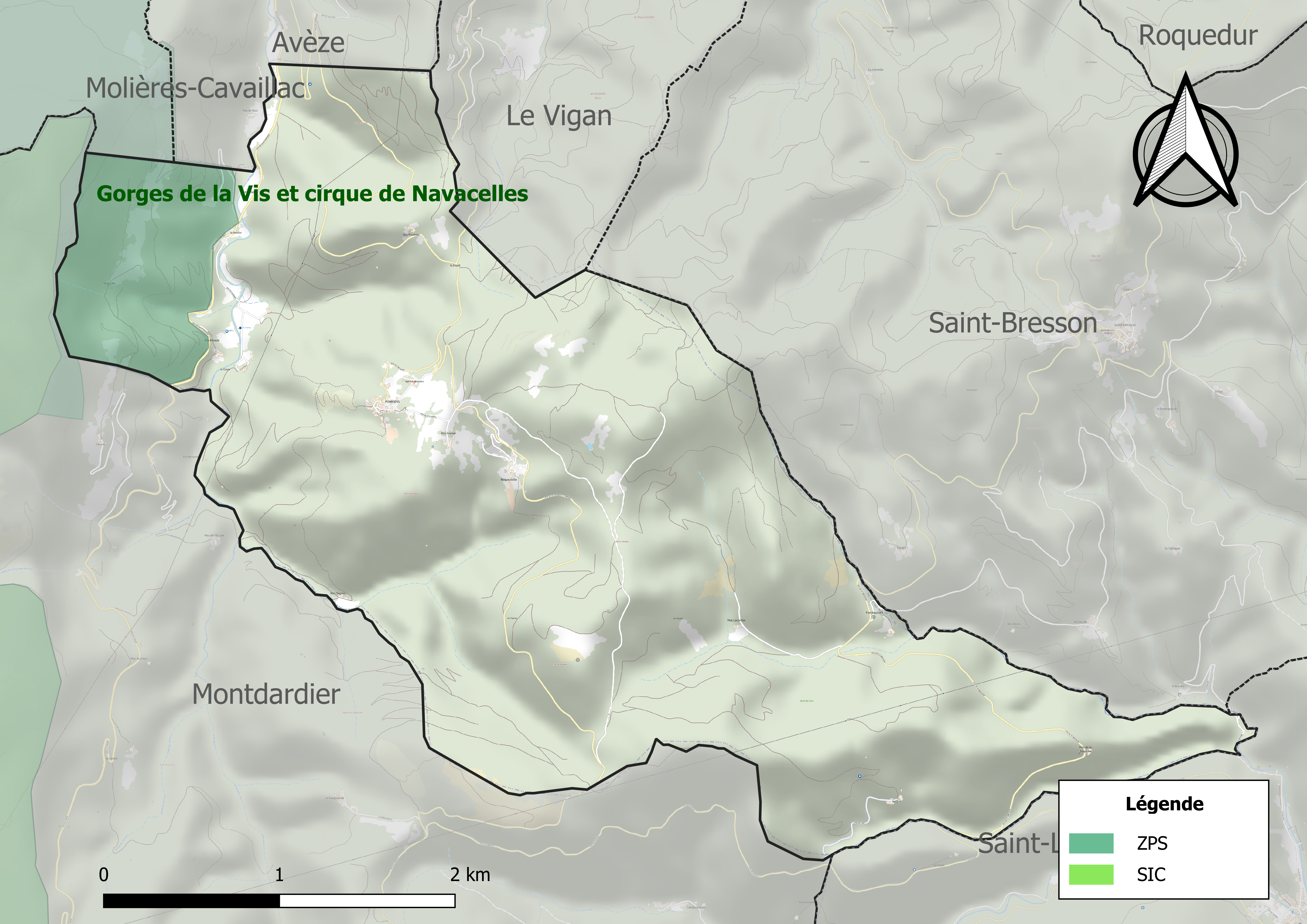
Site Natura 2000 sur le territoire communal.

Le réseau Natura 2000 est un réseau écologique européen de sites naturels d'intérêt écologique élaboré à partir des directives habitats et oiseaux, constitué de zones spéciales de conservation (ZSC) et de zones de protection spéciale (ZPS).
Un site Natura 2000 a été défini sur la commune au titre de la directive habitats :
- le « causse de Blandas », d'une superficie de 7 913 ha, fait partie des causses méridionaux, un ensemble régional original unique en Europe. Il est le plus grand ensemble de formations herbeuses sèches semi-naturelles en France et abrite un grand nombre d’espèces endémiques[11]

et un au titre de la directive oiseaux : 
- les « gorges de la Vis et cirque de Navacelles », d'une superficie de 20 277 ha, qui offrent aux oiseaux les milieux nécessaires à la reproduction, à l’hivernage ou au repos en phase migratoire. Il compte, à différentes périodes de l’année, un grand nombre d’espèces remarquables à l’échelle européenne[12].

#### Zones naturelles d'intérêt écologique, faunistique et floristique
L’inventaire des zones naturelles d'intérêt écologique, faunistique et floristique (ZNIEFF) a pour objectif de réaliser une couverture des zones les plus intéressantes sur le plan écologique, essentiellement dans la perspective d’améliorer la connaissance du patrimoine naturel national et de fournir aux différents décideurs un outil d’aide à la prise en compte de l’environnement dans l’aménagement du territoire.
Une ZNIEFF de type 1 est recensée sur la commune :
le « bois de la Tessonne » (507 ha), couvrant 5 communes du département et trois ZNIEFF de type 2, : 
- le « causse de Blandas » (9 113 ha), couvrant 12 communes dont 11 dans le Gard et 1 dans l'Hérault[15] ;
- les « gorges de la Vis et de la Virenque » (9 620 ha), couvrant 16 communes dont 10 dans le Gard et 6 dans l'Hérault[16] ;
- les « vallées amont de l'Hérault » (21 533 ha), couvrant 23 communes dont 22 dans le Gard et 1 dans l'Hérault[17].

Carte des ZNIEFF de type 1 et 2 à Pommiers.
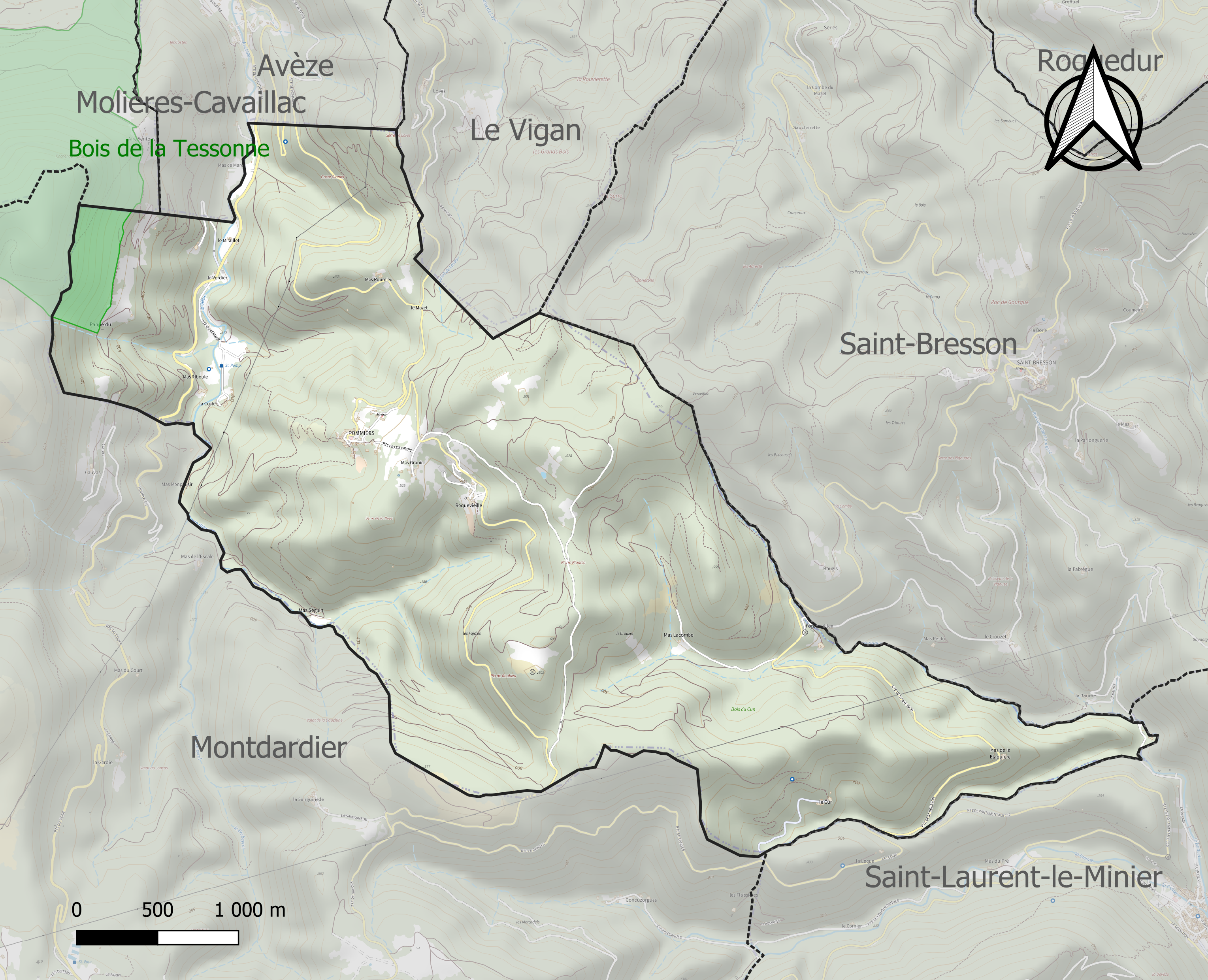
Carte de la ZNIEFF de type 1 sur la commune.
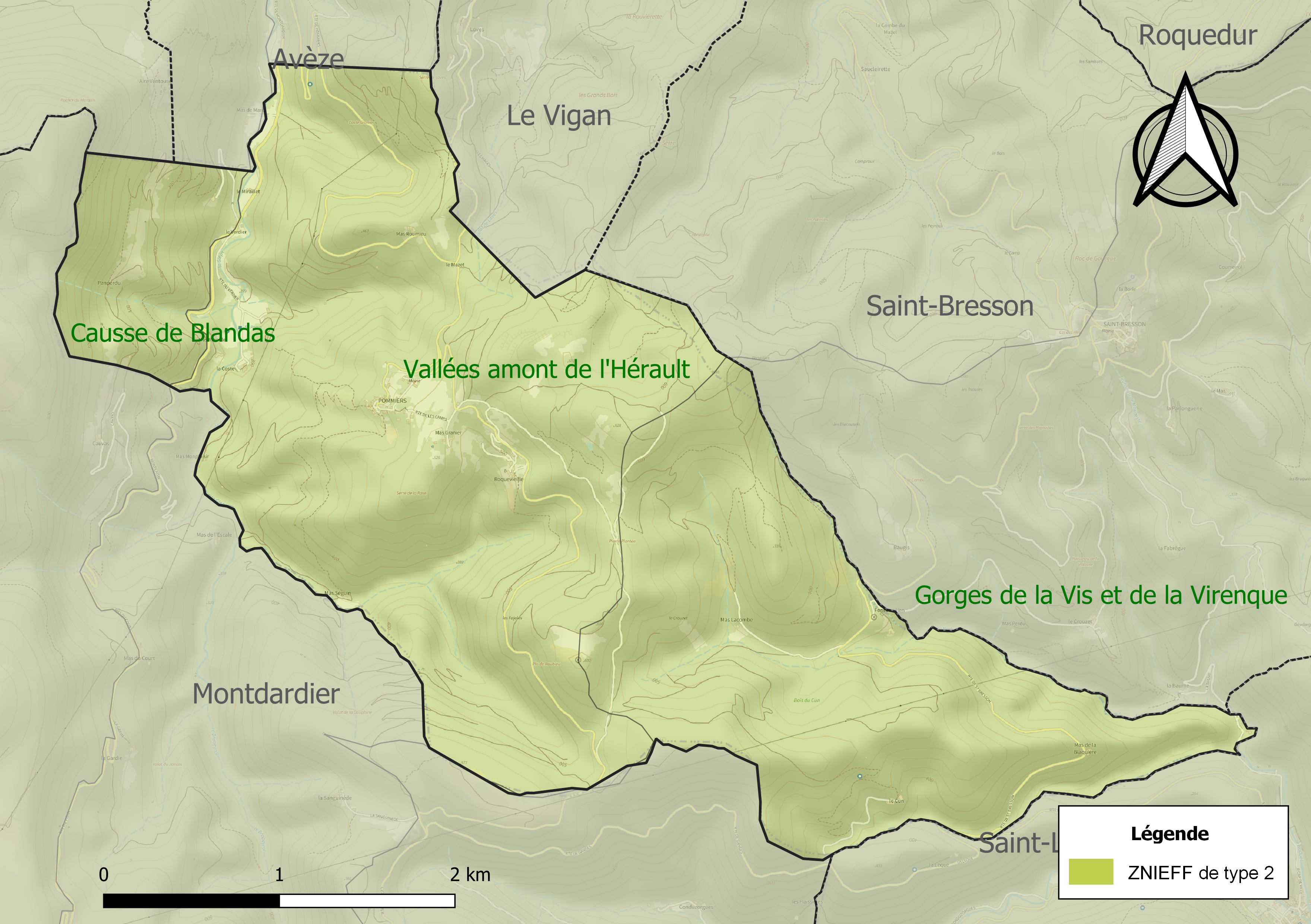
Carte des ZNIEFF de type 2 sur la commune.

## Urbanisme

### Typologie
Au 1er janvier 2024, Pommiers est catégorisée commune rurale à habitat très dispersé, selon la nouvelle grille communale de densité à sept niveaux définie par l'Insee en 2022.
Elle est située hors unité urbaine. Par ailleurs la commune fait partie de l'aire d'attraction du Vigan, dont elle est une commune de la couronne,. Cette aire, qui regroupe 20 communes, est catégorisée dans les aires de moins de 50 000 habitants,.

### Occupation des sols
L'occupation des sols de la commune, telle qu'elle ressort de la base de données européenne d’occupation biophysique des sols Corine Land Cover (CLC), est marquée par l'importance des forêts et milieux semi-naturels (94,2 % en 2018), une proportion identique à celle de 1990 (94,2 %). La répartition détaillée en 2018 est la suivante : 
forêts (94,2 %), zones agricoles hétérogènes (5,8 %). L'évolution de l’occupation des sols de la commune et de ses infrastructures peut être observée sur les différentes représentations cartographiques du territoire : la carte de Cassini (XVIIIe siècle), la carte d'état-major (1820-1866) et les cartes ou photos aériennes de l'IGN pour la période actuelle (1950 à aujourd'hui).

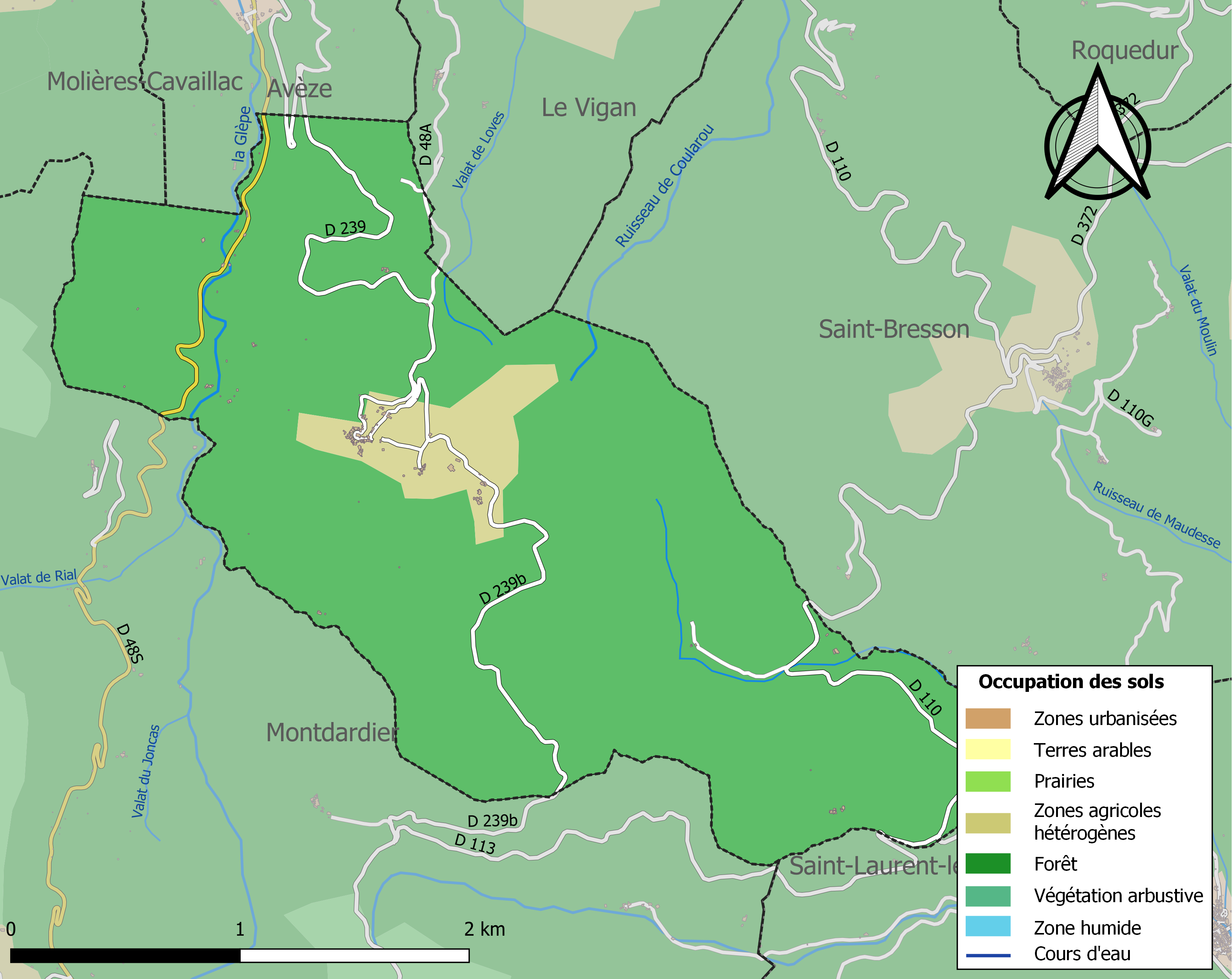
Carte des infrastructures et de l'occupation des sols de la commune en 2018 (CLC).

### Risques majeurs
Le territoire de la commune de Pommiers est vulnérable à différents aléas naturels : météorologiques (tempête, orage, neige, grand froid, canicule ou sécheresse), inondations, feux de forêts, mouvements de terrains et séisme (sismicité faible). Il est également exposé à un risque particulier : le risque de radon. Un site publié par le BRGM permet d'évaluer simplement et rapidement les risques d'un bien localisé soit par son adresse soit par le numéro de sa parcelle.

#### Risques naturels
Certaines parties du territoire communal sont susceptibles d’être affectées par le risque d’inondation par débordement de cours d'eau, notamment La commune a été reconnue en état de catastrophe naturelle au titre des dommages causés par les inondations et coulées de boue survenues en 1982, 1994, 1996, 2014 et 2020,.

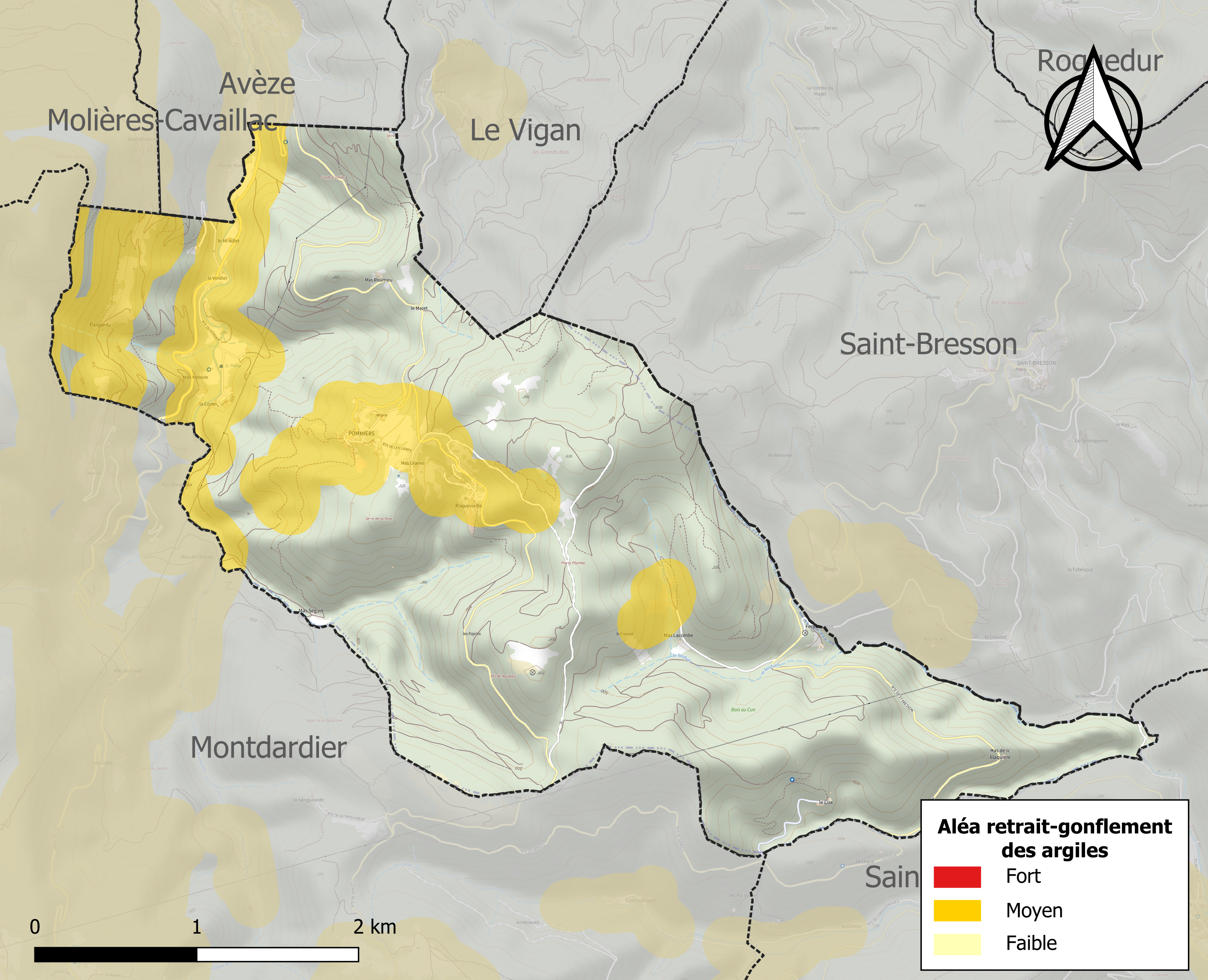
Carte des zones d'aléa retrait-gonflement des sols argileux de Pommiers.

La commune est vulnérable au risque de mouvements de terrains constitué principalement du retrait-gonflement des sols argileux. Cet aléa est susceptible d'engendrer des dommages importants aux bâtiments en cas d’alternance de périodes de sécheresse et de pluie. 23,3 % de la superficie communale est en aléa moyen ou fort (67,5 % au niveau départemental et 48,5 % au niveau national). Sur les 59 bâtiments dénombrés sur la commune en 2019, 51 sont en aléa moyen ou fort, soit 86 %, à comparer aux 90 % au niveau départemental et 54 % au niveau national. Une cartographie de l'exposition du territoire national au retrait gonflement des sols argileux est disponible sur le site du BRGM,.
Par ailleurs, afin de mieux appréhender le risque d’affaissement de terrain, l'inventaire national des cavités souterraines permet de localiser celles situées sur la commune.

#### Risque particulier
Dans plusieurs parties du territoire national, le radon, accumulé dans certains logements ou autres locaux, peut constituer une source significative d’exposition de la population aux rayonnements ionisants. Certaines communes du département sont concernées par le risque radon à un niveau plus ou moins élevé. Selon la classification de 2018, la commune de Pommiers est classée en zone 2, à savoir zone à potentiel radon faible mais sur lesquelles des facteurs géologiques particuliers peuvent faciliter le transfert du radon vers les bâtiments.

## Politique et administration
| Période                                  | Période | Identité        | Étiquette | Qualité |
| ---------------------------------------- | ------- | --------------- | --------- | ------- |
| avant 1988                               | ?       | Roger Valibouze |           |         |
| 2001                                     | 2021    | Gérard Séverac  |           |         |
| Les données manquantes sont à compléter. |         |                 |           |         |

## Démographie
L'évolution du nombre d'habitants est connue à travers les recensements de la population effectués dans la commune depuis 1793. Pour les communes de moins de 10 000 habitants, une enquête de recensement portant sur toute la population est réalisée tous les cinq ans, les populations de référence des années intermédiaires étant quant à elles estimées par interpolation ou extrapolation. Pour la commune, le premier recensement exhaustif entrant dans le cadre du nouveau dispositif a été réalisé en 2004.

En 2022, la commune comptait 57 habitants, en stagnation par rapport à 2016 (Gard : +2,97 %, France hors Mayotte : +2,11 %).
| 1793 | 1800 | 1806 | 1821 | 1831 | 1836 | 1841 | 1846 | 1851 |
| ---- | ---- | ---- | ---- | ---- | ---- | ---- | ---- | ---- |
| 223  | 251  | 251  | 260  | 279  | 309  | 331  | 348  | 314  |

| 1856 | 1861 | 1866 | 1872 | 1876 | 1881 | 1886 | 1891 | 1896 |
| ---- | ---- | ---- | ---- | ---- | ---- | ---- | ---- | ---- |
| 330  | 309  | 284  | 280  | 287  | 275  | 250  | 259  | 242  |

| 1901 | 1906 | 1911 | 1921 | 1926 | 1931 | 1936 | 1946 | 1954 |
| ---- | ---- | ---- | ---- | ---- | ---- | ---- | ---- | ---- |
| 230  | 220  | 220  | 154  | 133  | 132  | 128  | 111  | 89   |

| 1962 | 1968 | 1975 | 1982 | 1990 | 1999 | 2004 | 2006 | 2009 |
| ---- | ---- | ---- | ---- | ---- | ---- | ---- | ---- | ---- |
| 69   | 63   | 82   | 72   | 61   | 60   | 74   | 72   | 62   |

| 2014 | 2019 | 2022 | - | - | - | - | - | - |
| ---- | ---- | ---- | - | - | - | - | - | - |
| 61   | 55   | 57   | - | - | - | - | - | - |

## Économie

### Emploi
|                | 2008   | 2013   | 2018   |
| -------------- | ------ | ------ | ------ |
| Commune        | 15,2 % | 20,6 % | 13,8 % |
| Département    | 10,6 % | 12 %   | 12 %   |
| France entière | 8,3 %  | 10 %   | 10 %   |

En 2018, la population âgée de 15 à 64 ans s'élève à 30 personnes, parmi lesquelles on compte 82,8 % d'actifs (69 % ayant un emploi et 13,8 % de chômeurs) et 17,2 % d'inactifs,. Depuis 2008, le taux de chômage communal (au sens du recensement) des 15-64 ans est supérieur à celui de la France et du département.
La commune fait partie de la couronne de l'aire d'attraction du Vigan, du fait qu'au moins 15 % des actifs travaillent dans le pôle,. Elle compte 9 emplois en 2018, contre 6 en 2013 et 6 en 2008. Le nombre d'actifs ayant un emploi résidant dans la commune est de 21, soit un indicateur de concentration d'emploi de 42,9 % et un taux d'activité parmi les 15 ans ou plus de 49 %.
Sur ces 21 actifs de 15 ans ou plus ayant un emploi, 9 travaillent dans la commune, soit 43 % des habitants. Pour se rendre au travail, 81 % des habitants utilisent un véhicule personnel ou de fonction à quatre roues, 9,5 % s'y rendent en deux-roues, à vélo ou à pied et 9,5 % n'ont pas besoin de transport (travail au domicile).

### Activités hors agriculture
Deux établissements seulement relevant d’une activité hors champ de l’agriculture sont implantés  à Pommiers au 31 décembre 2019.

### Agriculture
|               | 1988 | 2000 | 2010 | 2020 |
| ------------- | ---- | ---- | ---- | ---- |
| Exploitations | 11   | 3    | 2    | 2    |
| SAU (ha)      | 259  | 317  | 294  | 238  |

La commune est dans les Cévennes, une petite région agricole occupant l'ouest du département du Gard. En 2020, l'orientation technico-économique de l'agriculture  sur la commune est l'élevage d'ovins ou de caprins. Deux exploitations agricoles ayant leur siège dans la commune sont dénombrées lors du recensement agricole de 2020 (onze en 1988). La superficie agricole utilisée est de 238 ha,,.

## Culture locale et patrimoine

### Lieux et monuments
- Église Saint-André. Construction romane.